# Beate Meffert
Beate Meffert (*  1947 in Lenzen; 9. Januar 2021 in Berlin) war eine deutsche Informatikerin.

## Leben und Wirken
Beate Meffert machte Abitur mit Berufsausbildung zum Funkmechaniker. Danach studierte sie Theoretische Elektrotechnik an der Technischen Hochschule Ilmenau und schloss 1971 mit einem Diplom ab. 1976 wurde sie mit einer Arbeit über Walsh-Funktionen und Walsh-Transformationen an der Humboldt-Universität zu Berlin zum Dr. Ing. promoviert. 1983 erfolgte die Promotion B. 1984 wurde sie als Hochschuldozentin und 1989 als Professorin an die Sektion Elektronik der Humboldt-Universität zu Berlin berufen. Ab 1993 war sie Professorin für Signalverarbeitung und Mustererkennung am Institut für Informatik der Humboldt-Universität zu Berlin. Von 2014 bis 2020 war sie Seniorprofessorin am Institut für Informatik.
Beate Meffert war Dekanin des Fachbereiches Elektrotechnik, stellvertretende Dekanin der Mathematisch-Naturwissenschaftlichen Fakultät II und Mitglied des Akademischen Senats der Humboldt-Universität zu Berlin. Sie gehörte zum Herausgeberkollektiv der Zeitschrift Das Hochschulwesen.
Beate Meffert war verheiratet und hatte zwei Kinder.

## Schriften
- Ein Beitrag zur Approximation von Zeitfunktionen durch das System der Walshfunktionen und Möglichkeiten der Anwendung der Walshtransformation zur Auswertung biomedizinischer Signale. Dissertation. Humboldt-Universität zu Berlin, Berlin 1976.
- mit Henry Langer: Die Sequenztechnik in der Informationsverarbeitung. Dissertation B (Habilitationsschrift). Humboldt-Universität zu Berlin, Berlin 1983.
- mit Olaf Hochmuth: Werkzeuge der Signalverarbeitung. Pearson Studium, München u. a. 2004, ISBN 3-8273-7065-5.

## Mitgliedschaften
- Forschungsverbund Naturwissenschaft, Abrüstung und internationale Sicherheit
- Kuratorium der Stiftung „Konsul Karl und Dr. Gabriele Sandmann“
- Vertrauensdozentin der Heinrich-Böll-Stiftung